# M5 (Russland)
Die M5 Ural (russisch Урал) ist eine Fernstraße föderaler Bedeutung in Russland. Sie führt von Moskau als Fortführung des dortigen Wolgograder Prospektes über Rjasan, Pensa, Samara und Ufa nach Tscheljabinsk und ist 1863 km lang. Längere Zweigstrecken, die ebenfalls die Bezeichnung M5 tragen, führen von Pensa nach Saransk, von Sysran nach Uljanowsk, von Samara nach Orenburg und von Tscheljabinsk nach Jekaterinburg.

## Allgemeines
Die M5 ist Teil der transkontinentalen Straßenverbindung von Moskau nach Wladiwostok und damit des AH 6 und AH 7 im Asiatischen Fernstraßennetz sowie Teil der Europastraße 30. Die M5 ist auch Teil des Westeuropa-Westchina-Verkehrskorridor. Sie ist zwischen Moskau und Rjasan sowie in Abschnitten bei Samara, Ufa und Tscheljabinsk zu einer autobahnähnlichen Straße ausgebaut. Bis 2035 soll die M5 von Samara nach Tscheljabinsk zu einer autobahnähnlichen Straße mit mindestens 2 × 2 Fahrspuren ausgebaut werden.

## Frühere Teilstrecken als Autobahn
In der Vergangenheit waren die Abschnitte von km 1021–1031 nördlich von Samara sowie von km 1820–1844 zwischen Tschebarkul und Tscheljabinsk als Autobahn ausgeschildert und klassifiziert. Diese Abschnitte wurden jedoch, da sie nicht alle technischen Standards einer Autobahn erfüllten, nach einiger Zeit wieder zu autobahnähnlichen Straße herabgestuft.

## Transsibirien-Highway
Die Fernstraße M5 ist Teil des nicht offiziellen Straßennamens Transsibirien-Highway von St. Petersburg nach Wladiwostok.

## Galerie

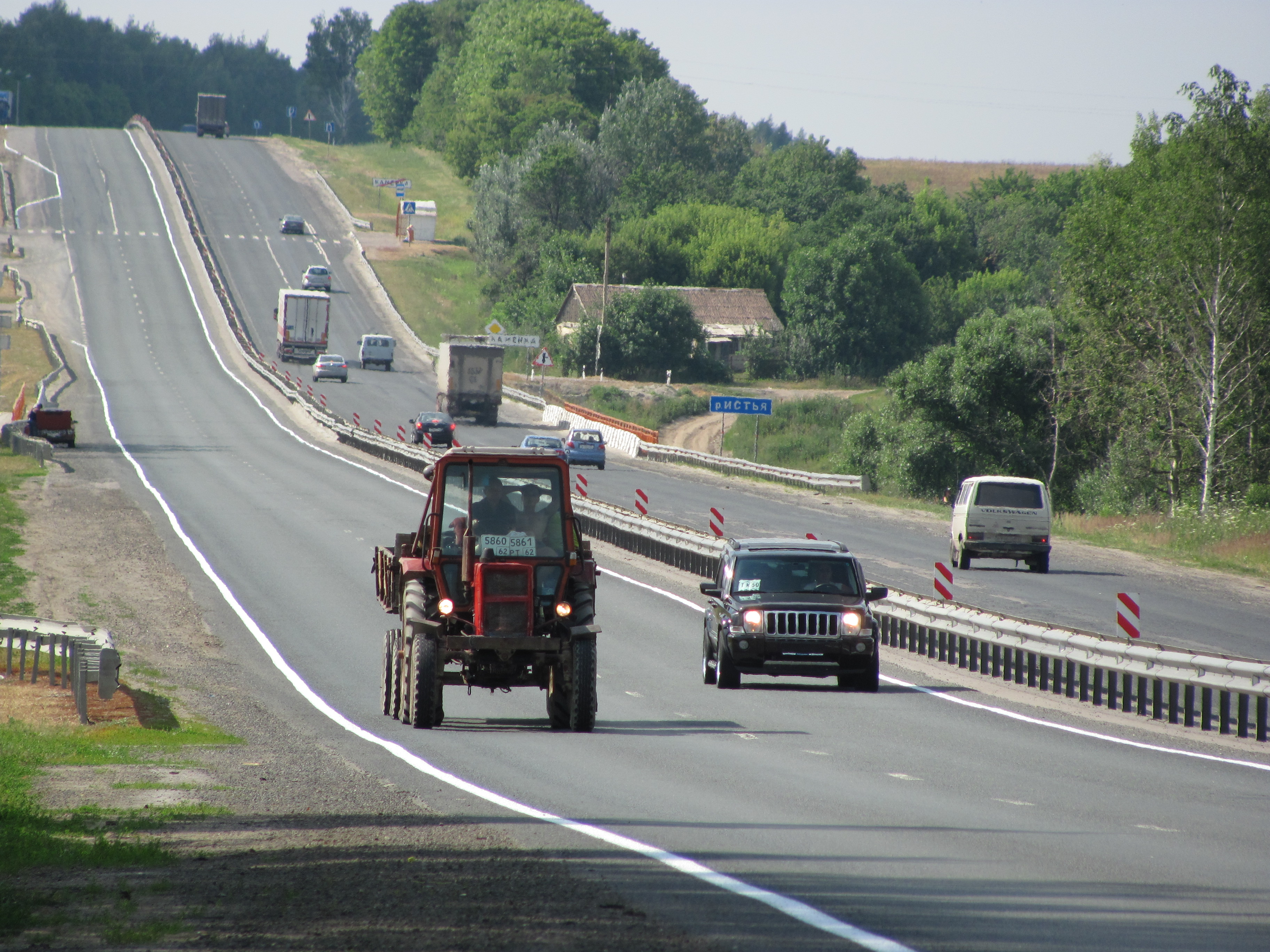
Die M5 in einem Dorf nahe der Stadt Spassk-Rjasanski in der Oblast Rjasan (Juli 2011)
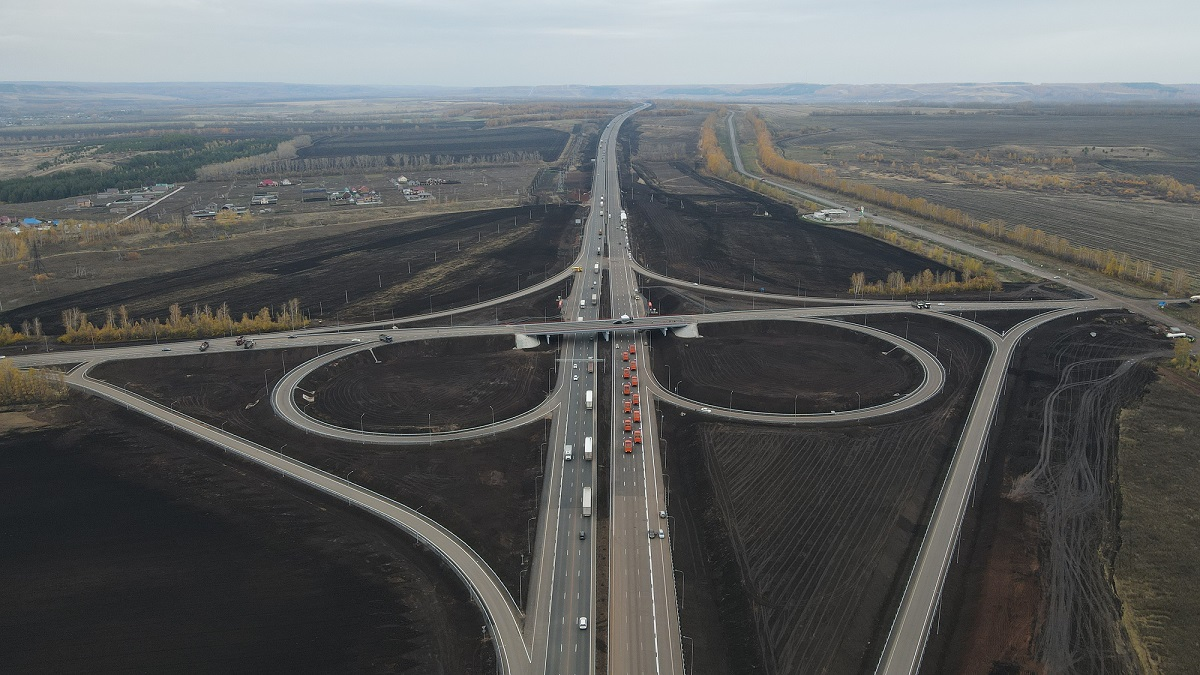
Die neu ausgebaute autobahnähnliche Straße in Kandry, Republik Baschkortostan (Oktober 2022)